# アイシテル (清水翔太の曲)
「「アイシテル」」は、2008年6月4日に発売された日本の歌手・清水翔太の2枚目のシングル。

## 収録曲
1. 「アイシテル」
2. STAND BY ME
3. LAST SUMMER(V.I.P. Ver. feat.Rueed)
4. 「アイシテル」(instrumental)